# Битва на перевалі Кассерін
Битва на перевалі Кассерін (англ. Battle of Kasserine Pass) — бойові дії, що стались 19—24 лютого 1943 року за опанування 3,2-км перевалом Кассерін у горах Атлас у Французькому Тунісі між американськими та німецько-італійськими військами в ході Туніської кампанії у Північній Африці.

## Історія

### Передумови

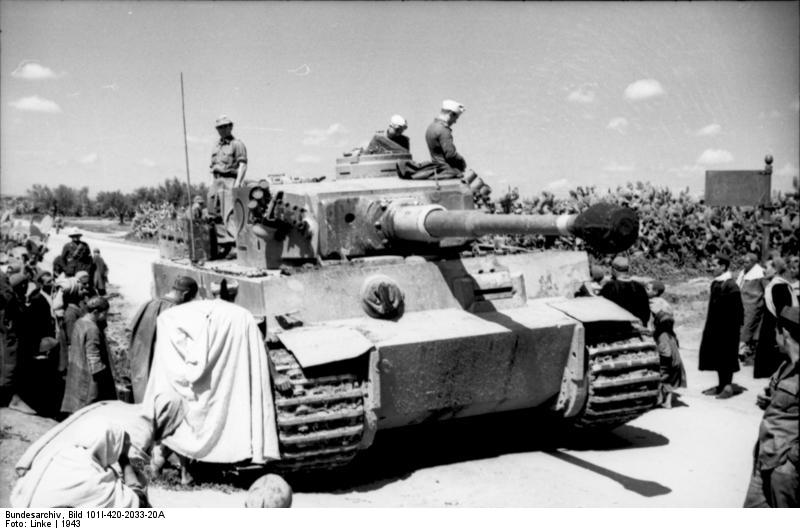
Німецький важкий танк Tiger I 504-го важкого танкового батальйону в Тунісі. Зима 1943

Успішний наступ американських та британських військ на півночі Африки у листопаді-грудні 1942 року змусив німецько-італійське командування відступити на територію Французького Тунісу. Після опанування 23 січня 1943 року британською 8-ю армією порту Триполі, в руках у угруповання генерал-фельдмаршала Е. Роммеля залишились морські порти тільки в Тунісі та Бізерті.
Водночас, армія німецького фельдмаршала залишалась доволі потужною й мала здібності чинити спротив подальшому наступу союзників. Незважаючи на блокаду з боку англо-американського флоту італійці та німці могли перекидати війська до Туніса повітрям і морем й протягом січня німецько-італійська танкова армія кілька разів контратакувала британців, що переслідувала їх. На початку 1943 року Африканський корпус зміг закріпитися в районі старих французьких фортифікаційних укріплень на захід від кордону Тунісу і Лівії (лінія Марет) (на південний схід від Габеса) і потім взаємодіяв з новими німецькими військами в Тунісі. Мета держав Осі була ясна — затримати на невизначений період вторгнення союзників до Італії.

### Битва
З 14 лютого німецькі 10-та та 21-ша танкові дивізії у битві за Сіді-Бузід розгромили американські танкові частини, змусили противника в паніці відступати та захопили багато полонених. Розрізнені, погано організовані та дезорієнтовані американські війська спробували провести контратаку, але німці швидко розтрощили й ці частини та 16 лютого, після проведення інтенсивної повітряної підготовки, увійшли до Сбейтли.
Після успішного проведення наступу під Сіді-Бузід, фельдмаршал Е.Роммель віддав наказ штурмовій групі корпусу «Африка» продовжити наступ та опанувати Гафсу. Однак, британський генерал К.Андерсон напередодні, передбачаючи такий перебіг подій, наказав союзним військам відступити з міста та зайняти пануючі висоти на прилеглих гірських схилах біля Фер'яна. Наступного дня, заручившись підтримкою головнокомандувача американського генерала Д. Ейзенхауера К. Андерсон розпорядився також відвести війська північніше Фер'яни.
Район перевалу Кассерін після дощу потопав у бруді, погода була хмарною, туманною і холодною, що створювало труднощі військам і заважало діям авіації з обох сторін.
19 лютого в ночі генерал-фельдмаршал Е.Роммель віддав наказ на наступ своїм військам. О 9.00 21-ша танкова дивізія генерал-майора Г.Гільдебрандта рушила на північ від Сбейтли в напрямку Сбіби. Вона досягла мінних полів — 10 км на південь від селища і ще одного подалі. Одна рота танків повернула праворуч, і назустріч ним вирушив ескадрон британських «Крусейдеров», але в швидкоплинній дуелі втратив чотири танки і відкотився назад. Потім німці потрапили під зосереджений артилерійський вогонь, втратили дванадцять танків і відійшли на кілька кілометрів. Вони зробили нову спробу наступу на наступний день, але безуспішно.

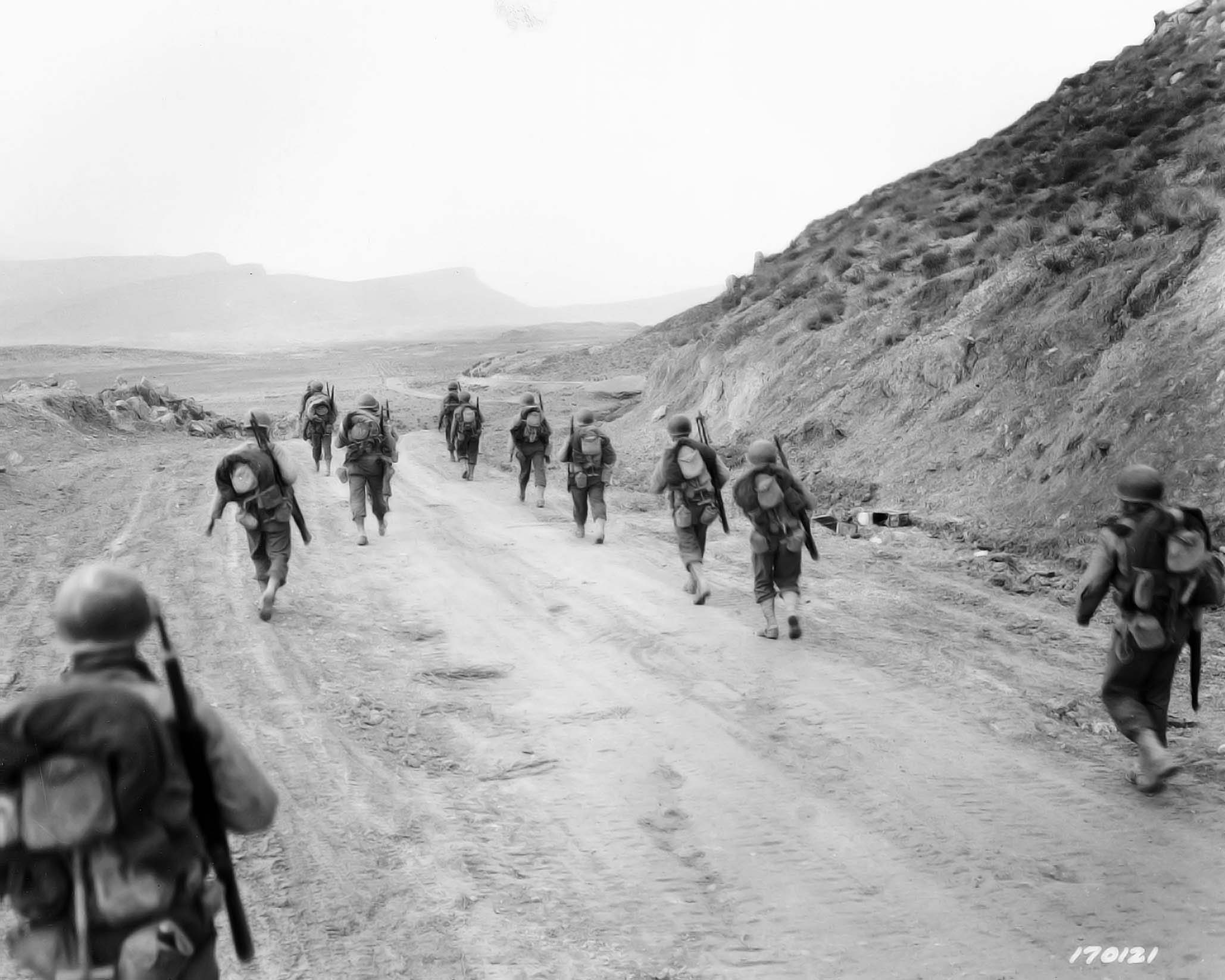
Американські вояки просуваються перевалом Кассерін. Лютий 1943

19 лютого о 15:30 біля перевалу Кассерін 8-й німецький танковий полк 15-ї танкової дивізії генерал-майора В. Боровіца провів розвідку боєм. П'ять німецьких танків було підбито і кілька танків — зламані, але німці скористалися перевагою порослих лісом пагорбів, щоб продовжувати рух. За ніч вони майже досягли верхньої частини перевалу. Дві атаки піхоти за підтримці реактивних мінометів провалилися. Протягом ночі на оборонні позиції висунулися ще один піхотний і один протитанковий батальйон.
10-та німецька танкова дивізія досягла Сбейтли, і половині її було наказано рухатися на північ, але вона рухалася повільно через недостатній простору для маневру і розкислі дороги. Дивізії «Центаур» було наказано просуватись в напрямку Тебесси.

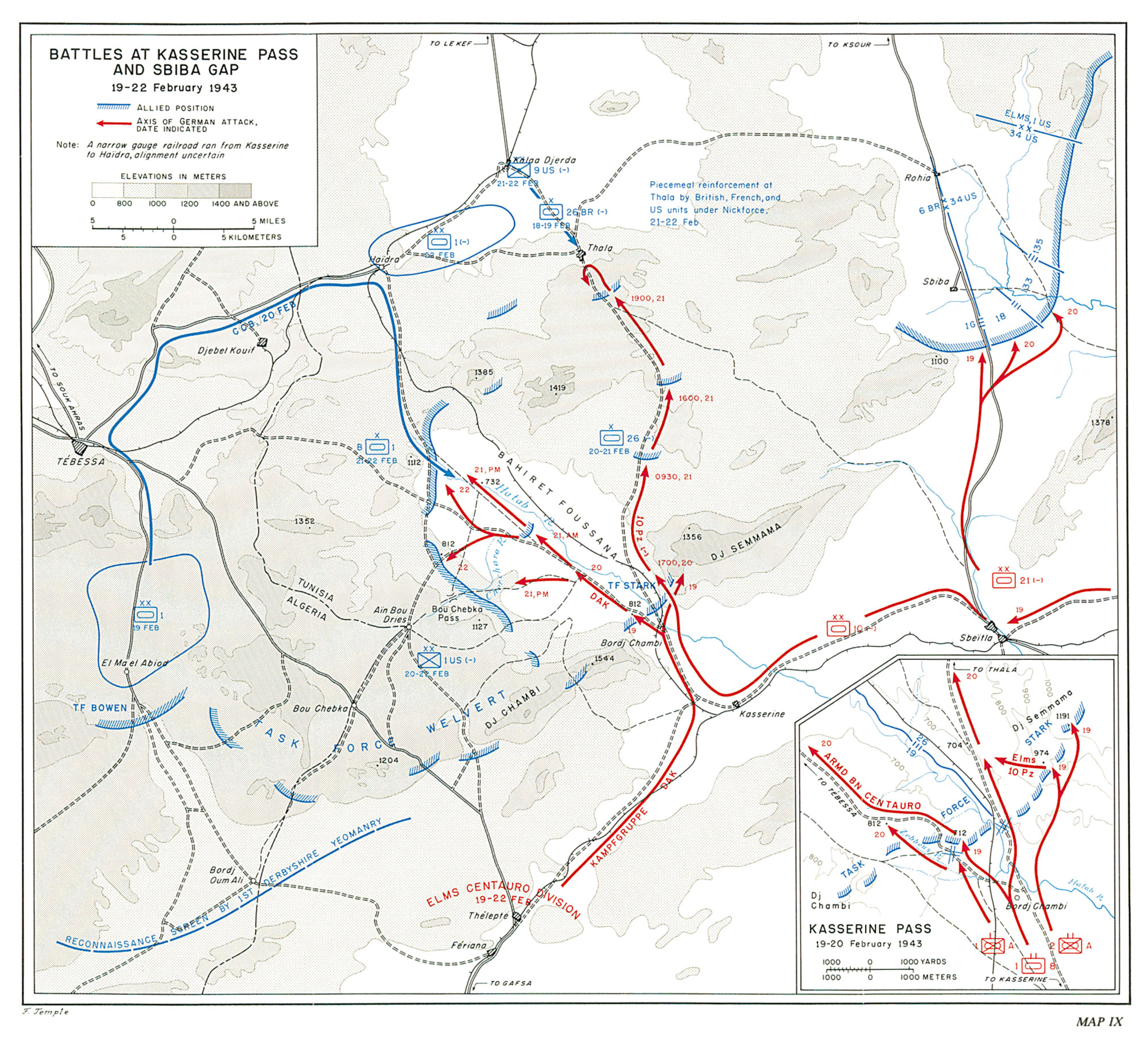
Карта боїв на перевалі Кассерін. Лютий 1943

20 лютого 1943 року 8-й німецький танковий полк розпочав атаку, змусивши американців відступити з великими втратами у бойових частинах А і С. Незважаючи на те, що німці втратили 10 танків, а американці лише 1, німці захопили двадцять танків і тридцять напівгусеничних машин противника. Перевал був очищений до 17:00. Міст через річку Хатаб був швидко відновлений, і 8-й танковий полк пройшов по ньому і зайняв оборонні позиції, в готовності до відбиття ймовірної контратаки американців. Коли вона так і не відбулася, німці рушили на північ по дорозі Кассерін — Тала. Невеликий підрозділ британських танків «Черчілль» і протитанковий батальйон США з винищувачами танків М-10 зайняли оборонну позицію біля перехрестя доріг у 16 км на північ від перевалу. Ці сили витримали натиск німецької атаки, й трималися якийсь час, не дивлячись на важкі втрати. Потім вони відступили, кинувши більшість своїх танків і майже всі, крім п'яти, М-10 із сорока, котрі були на початку битви.
10-та танкова дивізія німців продовжувала натиск далі на північ у напрямку Сбіби для того, щоб запобігти підходу ворожих підкріплень у напрямку перевалу Кассеріна. Німці вирішили змінити напрямок головного удару та направити його через Талу на Ель Кеф з атакою на іншому напрямку Хайдро. На світанку 21 лютого 10-та німецька танкова дивізія вступила в бій з 26-ю британською танковою бригадою і знищила до полудня сімнадцять «Крусейдерів». Решта відступили. Німці використали один із захоплених «Крусейдерів» (згідно Лідделу Гарту, це був «Валентайн»), щоб той прилаштувався до британської колони, а за ним пішли німецькі війська прямо в район зосередження британців, де вони знищили ще вісімнадцять «Крусейдеров» (і захопили 700 полонених), перш ніж їх змусили відступити.

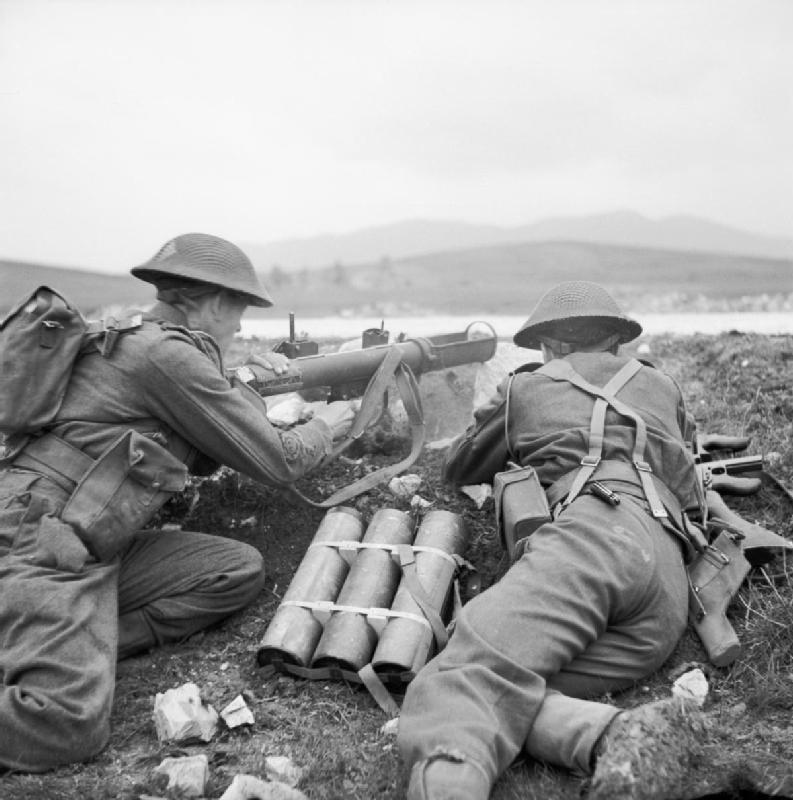
Британські солдати ведуть вогонь з PIAT по німецьких танках. 19 лютого 1943

У той час як 21-ша німецька танкова дивізія трималася, «Центаур» повинна була взяти перевал Ель-Абюд, тоді як 15-та німецька танкова дивізія мала захопити Джебель-Гайнріх і перевал на шляху до Тебесси. Командир американського II-го армійського корпусу генерал-лейтенант Л.Фредендалль наказав бойової частини В наказ слідувати в Джебель-Гайнріх через Хайдро і передав командиру частини повноваження командування в цьому районі через голову командира 1-ї танкової дивізії і не знаючи, що командувач 1-ю армією передав командування тут заступнику командира 6-ї британської танкової дивізії.
В умовах туману та дощу, німецький батальйон з сорока танків 15-ї німецької танкової дивізії з батальйоном піхоти на світанку виявився біля перевалу Гайнріх серед змішаного угруповання союзників у Айн-Бу-Дріс. Німці подалися назад і були розбиті бойовою частиною В і наданою їй моторизованою піхотою на напівгусеничних машинах. Більшість німців були взяті в полон.
Тим часом, союзники перекидали у східному напрямку по ґрунтовій дорозі та залізницею усе більше військ, зокрема британську бригаду важких танків «Черчілль» і 9-ту піхотну дивізію США. Всі артилерійські дивізіони 9-ї дивізії США підтягнулися протягом ночі з 21 на 22 лютого після ефектного 735-мильного маршу в негоду по поганих дорогах, на який знадобилося сто годин. Інша частина 6-ї британської бронетанкової дивізії залишалася в резерві на північ від Сбіби, але командувач 1-ї британської армією відчував, що її доведеться притримувати, щоб ввести в бій лише як останній резерв.
Рано вранці 22 лютого 10-та танкова дивізія Е.Роммеля почала ще одну атаку в напрямку Сбіби. Потім, побачивши, що «Крусейдери» почали їх охоплювати, німці зупинилися. П'ять «Крусейдеров» були підбиті, і британці відійшли. Німці в ту ніч увійшли в Сбібу — після того як американські та британські війська залишили її.
Пізніше того ж дня батальйон 16-го піхотного полку розвив наступ бойової частини В, яка прорвала лівий фланг німців. Їхні дії були такими успішними, що були взяті в полон чотириста німців. Командувач італо-німецькими силами вирішив, що наступ на Ель-Кеф безглуздо продовжувати (ті, що оборонялись набагато перевершували німців у живій силі і техніці). Це, а також недолік пального плюс збільшена активність британців 8-ї армії на лінії Марет привели до рішення про відхід. Поки 21-ша німецька танкова дивізія залишалася в Сбібе, 10-та і 15-та танкові німецькі дивізії і італійська дивізія «Центаур» були протягом ночі відведені назад.

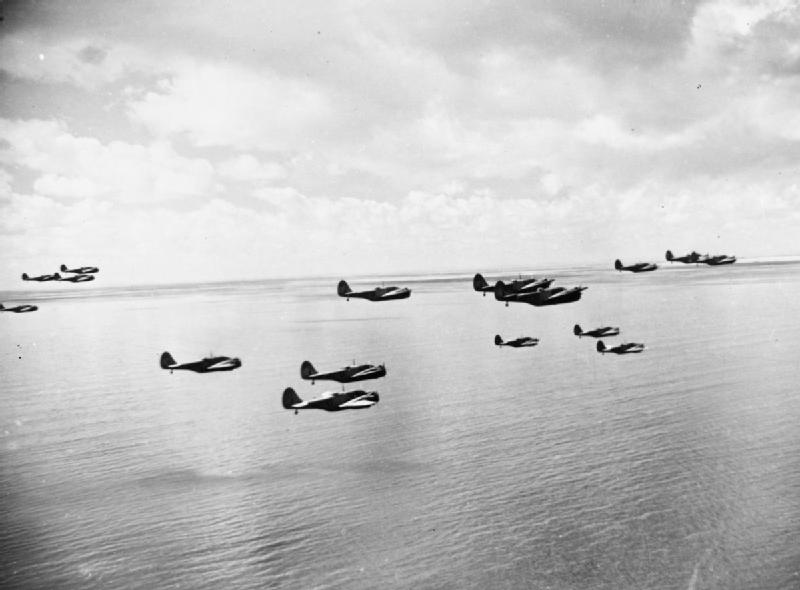
Британські літаки Martin Baltimore летять на бомбардування німецько-італійських позицій на лінії Марет.

У другій половині дня американці виявили, що німці відступили. Бойова частина С і 16-й піхотний полк пройшли через перевал Кассерін, досягнувши до настання ночі Фер'яна. Погода в той день покращилась, і відхід німців стала турбувати американська авіація. Німці встановлювали тисячі хв і знищували мости, запобігаючи невідступне переслідування американцями своїх 10-ї і 15-ї танкових дивізій, відхід яких прикривала 21-ша танкова дивізія.
До 26 лютого переслідування досягло кордону Хаджіб-ель-Аюн — Сіді-Бузід — Гафса, який німці утримували до тих пір, поки союзники з спільного наступу 16 березня не почали процес просування вперед, що завершився капітуляцією залишків військ держав Осі в Африці 13 травня 1943 року.
За результатами бойових дій з 14 лютого і до 23 лютого втрати США в особовому складі становили 192 особи загиблими, 2624 пораненими і 2459 взятими в полон. Американці втратили також 183 танки, 194 напівгусеничних машини, 208 гармат і понад 560 вантажівок. Втрати британців невідомі (крім того, що щонайменше 100 британських танків були знищені). Німці й італійці втратили 989 солдатів плюс тисячу взятими в полон, але захопили 61 бронемашину і досить багато інших машин для того, щоб переозброїти свої відступаючі сили, плюс безліч інших трофеїв. Німці стверджували, що втратили тільки 20 танків, але недорахувалися також 15 зі своїх 19 «Тигрів» зі складу 501-го та 504-го важких танкових батальйонів.